# Gonzalo Castro Irizábal
Gonzalo Castro Irizabal, més conegut com a Chory (Chori) Castro (nascut el 14 de setembre de 1984 a Trinidad) és un exfutbolista uruguaià que jugava de migcampista.
Va començar la seva carrera al Nacional, però va jugar principalment a La Liga després d'arribar a Espanya als 22 anys, sumant 296 partits amb el RCD Mallorca, Reial Societat i Màlaga durant 11 temporades i marcant 41 gols.
Castro va jugar cinc partits amb la selecció de l'Uruguai en vuit anys